# Coccomyces dentatus

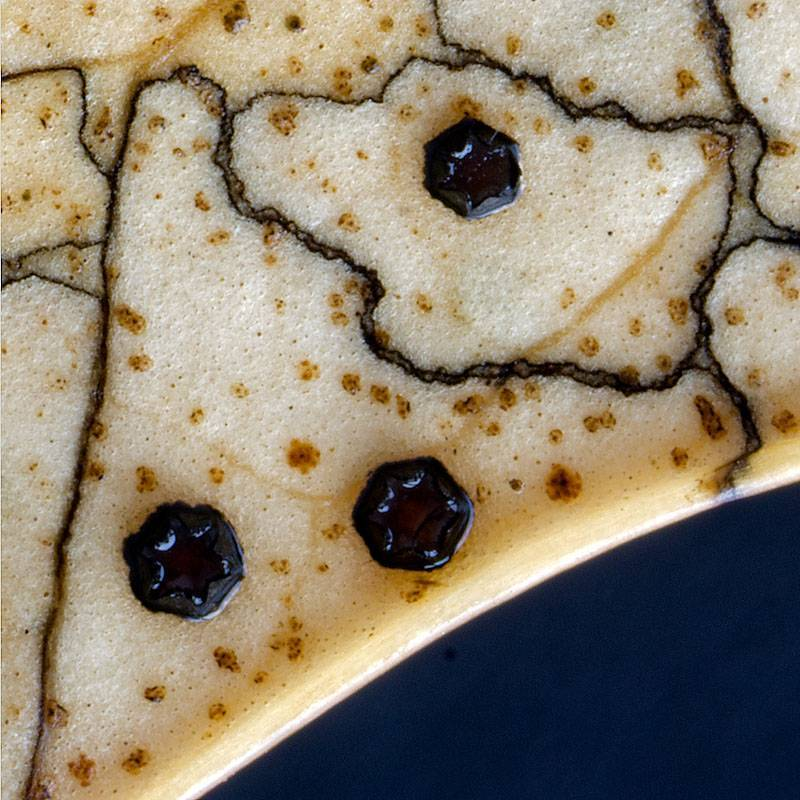
Apotecja z gwiaździstymi aparatami apikalnymi

Coccomyces dentatus (J.C. Schmidt & Kunze) Sacc. – gatunek grzybów z rodziny łuszczeńcowatych (Rhytismataceae). Rozwija się na opadłych liściach drzew.

## Systematyka i nazewnictwo
Pozycja w klasyfikacji według Index Fungorum: Coccomyces, Rhytismataceae, Rhytismatales, Leotiomycetidae, Leotiomycetes, Pezizomycotina, Ascomycota, Fungi.
Po raz pierwszy takson ten opisali w 1816 r. Johann Carl Schmidt i Gustav Kunze nadając mu nazwę Phacidium dentatum. Obecną, uznaną przez Index Fungorum nazwę nadał mu w 1877 r. Pier Andrea Saccardo.
Ma 12 synonimów. Niektóre z nich:
- Coccomyces bromeliacearum Theiss. 1910
- Coccomyces filicicola Speg. 1918
- Coccomyces pentagonus Kirschst. 1936[3].

## Morfologia
Anamorfa
Jej owocniki pojawiają się śródnaskórkowo, wcześniej niż apotecja. Mają średnicę 100–300 µm, są czarne, na przekroju soczewkowate do lekko stożkowatych, z ciemnobrązową warstwą wierzchnią,. Zarodniki uwalniane przez nieregularne pęknięcie w górnej ścianie. Komórki konidiotwórcze w palisadzie podstawnej, osadzone na krótkich konidioforach, 5–10 × 2–2,5 µm, stopniowo zwężających się i proliferujące sympodialnie. Konidia 4–5 x ok. 1 µm, pałeczkowate, bezprzegrodowe, szkliste, cienkościenne.
Teleomorfa
Apotecja o średnicy 0,5–1 mm, rozproszone w wyraźnie wyblakłych plamach na liściach, czasami ograniczone czarną strefą,. Powstają śródnaskórkowo, są czworokątne do sześciokątnych, czarne, błyszczące, z wyraźnym gwiaździstym aparatem apikalnym zbudowanych z jaśniej zabarwionych komórek, otwierają się zębami, odsłaniając matowożółte hymenium. Ściana o grubości około 30 µm, zbudowane z czarniawych komórek o średnicy 5–6 µm, bez peryfiz. Podkładka o grubości około 5 µm, czarniawa. Występują nitkowate i bezprzegrodowe parafizy, stopniowo rozszerzające się na wierzchołku do około 2 µm, otoczone galaretowatą otoczką. Worki 70–105 × 8–10 µm, walcowato-maczugowate, o krótkiej szypułce, cienkościenne, bez wyraźnego wierzchołkowego otworu lub pierścienia, nie barwiące się jodem, 8 zarodnikowe. Askospory ułożone w wiązkę, niespiralnie zwinięte, 45–65 × około 2 µm, nitkowate, lekko zwężające się ku podstawie, bezprzegrodowe, szkliste, cienkościenne, z wąską galaretowatą otoczką.

## Występowanie i siedlisko
Podano występowanie Coccomyces dentatus w Ameryce Północnej, Europie, Japonii, na jednej z wysp Oceanu Indyjskiego i w Argentynie. W Polsce M.A. Chmiel w 2006 r. przytoczyła tylko 4 stanowiska, w tym 3 dawne (lata 1902–1926) i jedno z 1987 r.
Grzyb saprotroficzny rozwijający się na opadłych liściach dębów (Qercus).